# 窦荣兴
窦荣兴（1963年3月—），河南省邓县（今邓州市）人，曾任中原银行执行董事、董事长以及第十三屆全國政協委員。

## 生平
1985年7月獲得湖北财经学院基建财务及信用专业学士学位，1995年6月取得中南财经政法大学投资金融专业硕士学位，1997年12月成為高级经济师，2005年12月獲得华中科技大学管理科学与工程博士学位。
1985年7月至2002年8月，擔任中国建设银行商丘分行副行长、融资部副经理、计划财务处处长、新乡分行党委书记兼行长、资产保全部主任兼金元支行行长。2002年9月至2005年1月，擔任招商银行郑州分行副行长。2005年1月至2013年6月擔任中信银行郑州分行党委书记、行长，2013年6月至2013年12月擔任中信银行批发业务总监及公司银行部总经理。
2013年12月至2014年12月间，担任河南省人民政府金融服务办公室副主任及党组成员、河南省部分城市商业银行改革重组工作领导小组办公室第一副主任。2014年12月26日，中原银行成立後窦荣兴担任中原银行党委书记、董事长。2017年7月19日，中原银行在香港联交所主板挂牌上市。當年窦荣兴的年薪達到574.7万元，成為河南省唯一年薪超过500万元的上市公司董事长。2018年和2019年，窦荣兴的年薪分別为102万和217.5万元。2021年8月25日，窦荣兴不再擔任中原银行执行董事。同年11月初，窦荣兴被留置调查，不久被撤销全国政协委员资格。2022年6月，遭到开除党籍、开除公职处分。